# Catharine Titi
Catharine Titi (en grec moderne : Κατερίνα Τιτή, Caterína Tití) est une juriste grecque et chercheuse au Centre national de la recherche scientifique (CNRS,).

## Biographie
Elle décide d'étudier le droit très jeune, lorsqu'elle découvre les discours juridiques de Lysias, un orateur de la Grèce antique, qui lui sont une révélation. Avant de rejoindre le CNRS, elle poursuit ses études en Grèce et à Londres, puis obtient son doctorat (summa cum laude, Prix Rolf H. Brunswig) en Allemagne.  
Ses travaux portent sur le droit international public, et plus particulièrement sur l'équité en droit international, le droit des investissements internationaux,, et le droit du patrimoine culturel.  
Elle est présidente de l'Academic Forum on ISDS, une société savante avec un intérêt particulier pour les négociations sur la réforme du règlement des différends entre investisseurs et États qui ont lieu au sein de la Commission des Nations unies pour le droit commercial international (CNUDCI). Experte en restitution des biens culturels, elle est membre du comité scientifique de la chaire UNESCO sur les menaces pesant sur le patrimoine culturel. En 2016, elle se voit décerner le Prix Smit-Lowenfeld de l'International Arbitration Club de New York (IACNY),. 
Son nouveau livre The Parthenon Marbles and International Law (Springer, 2023) soutient que les sculptures du Parthénon conservées au British Museum doivent être rapatriés en Grèce, entre autres, pour des raisons juridiques,. Les critiques ont qualifié cet ouvrage de « tour de force sur le droit », « véritablement révolutionnaire », « captivant » et « merveilleusement écrit, avec un sens aigu du détail et des nuances ».

## Principaux ouvrages
Monographies
- The Parthenon Marbles and International Law (Springer, 2023)
- The Function of Equity in International Law (Oxford University Press, 2021)
- The Right to Regulate in International Investment Law (Nomos & Hart, 2014)

Direction d'ouvrages
- The Award in International Investment Arbitration (avec Katia Fach Gómez) (Oxford University Press, 2024)
- Mediation in International Commercial and Investment Disputes (avec Katia Fach Gómez) (Oxford University Press, 2021)
- Droits de l'homme et droit international économique (Bruylant, 2019)
- International Investment Law and the Law of Armed Conflict (avec Anastasios Gourgourinis et Katia Fach Gómez) (Springer 2019)